# Pogorzelec (Węgrów)
Pour les articles homonymes, voir Pogorzelec.
Pogorzelec (prononciation : [pɔɡɔˈʐɛlɛt͡s]) est un village de polonais, situé dans la gmina de Łochów de la Powiat de Węgrów et dans la voïvodie de Mazovie dans le centre-est de la Pologne.
Il se situe à environ 6 kilomètres à l'ouest de Łochów, 31 kilomètres au nord-ouest de Węgrów et à 57 kilomètres au nord-est de Varsovie.
Le village a une population d'environ 320 habitants.